# Vinderød
Vinderød – miasto w Danii, w regionie Stołecznym, w gminie Halsnæs.